# Salmanazar (bouteille)
Pour les articles homonymes, voir Salmanazar.

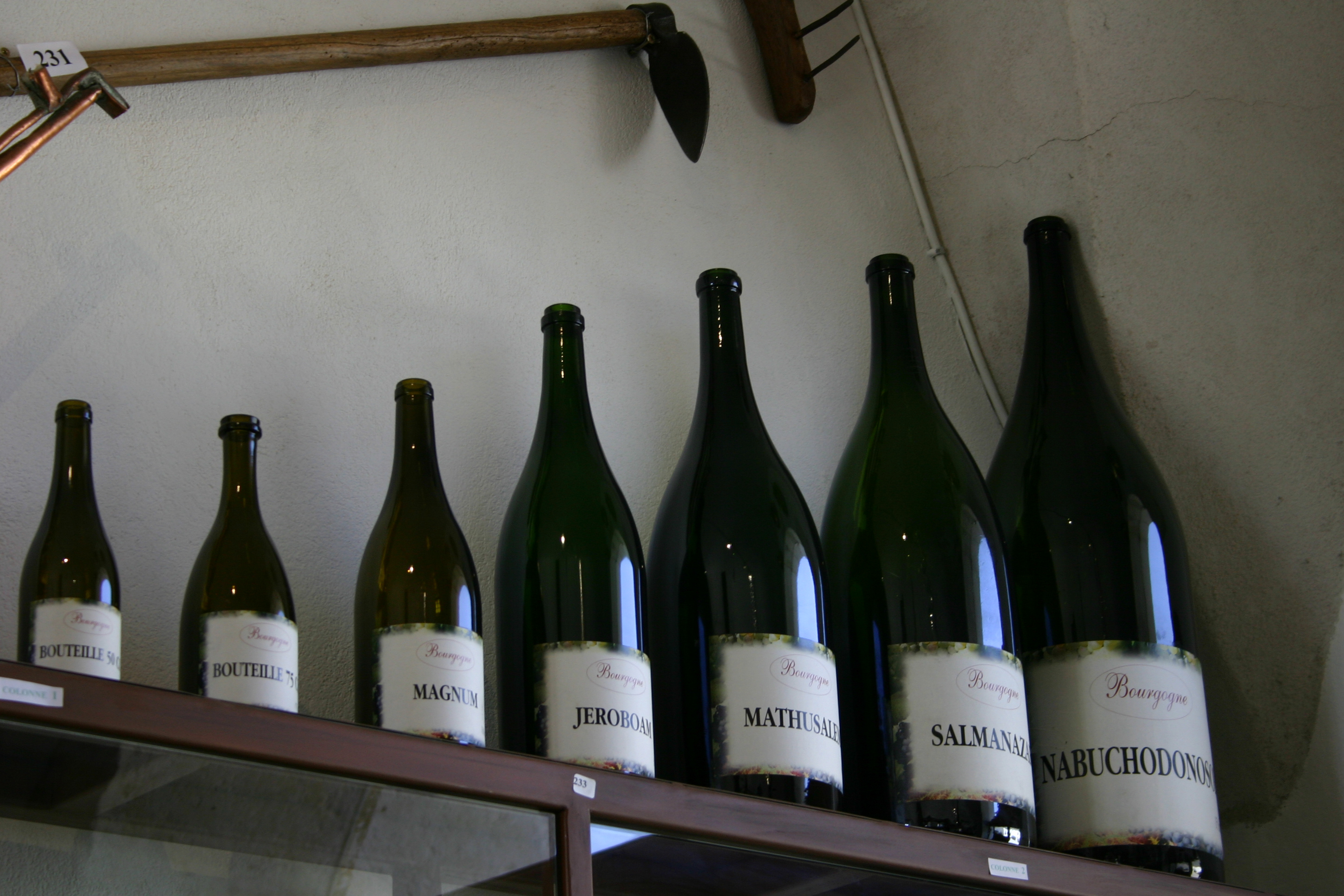

Le salmanazar est une bouteille en verre conçue pour contenir l'équivalent de douze bouteilles de 75 cl, soit neuf litres.
Ce nom vient du roi Salmanazar, nom donné dans la Bible au roi assyrien qui a fait déporter les tribus d'Israël en 722 av. J.-C.